# George Reinhart
George Reinhart (* 25. Oktober 1942 in New York; † 25. Oktober 1997) war ein Schweizer Filmproduzent, Verleger und Gründer des Fotomuseums Winterthur.

## Leben
George Reinhart war der Neffe des Kunstsammlers Oskar Reinhart, seine Mutter Marcelle Reinhart war Tochter des Bühler-Unternehmers Adolf Bühler.
Zusammen mit seinem Bruder Andreas Reinhart bildete er die fünfte Generation der Unternehmerfamilie Volkart/Reinhart, die durch das Handelshaus Volkart zu Wohlstand kam. Während letzterer die Geschäfte weiterführte, widmete sich George Reinhart zunehmend seiner Leidenschaft für die Fotografie und den Film. Mit Markus Imhoof produzierte er Spielfilme wie Fluchtgefahr, Tauwetter, Die Reise und Das Boot ist voll. Mit dem Verleger Walter Keller gründete er in den 1990er-Jahren den Scalo Verlag, einen Fachbuchverlag für zeitgenössische Fotografie. 1993 wurde das Fotomuseum Winterthur gegründet; die Leitung übernahm George Reinharts Freund Urs Stahel.